# Stazione di Dobongsan
La stazione di Dobongsan (도봉산역 - 道峰山驛, Dobongsan-yeok) è una stazione ferroviaria di Seul situata sulla linea Gyeongwon e servita dalla linea 1 della metropolitana di Seul. Si trova nel quartiere di Nowon-gu, a nord-est del centro della capitale sudcoreana.

## Linee e servizi
Korail
● Linea 1 (ufficialmente, linea Gyeongwon) (Codice: 113)
 Seoul Metro
● Linea 7 (Codice: 710)

## Struttura
La stazione costituisce un interscambio fra la linea 1 e la linea 7, i binari delle quali sono pressoché paralleli. La linea 1 va in direzione nord-sud, mentre la linea 7 curva verso nord-est per raggiungere il deposito di Jangam.

### Stazione Korail
La linea 1 della metropolitana, gestita dalla Korail, è in superficie e possiede due marciapiedi a isola con quattro binari totali.
| 1                | → ● Linea 1 (Linea Gyeongwon) | Locali per Uijeongbu, Dongducheon e Soyosan                        |
| Banchina a Isola |                               |                                                                    |
| 2                | → ● Linea 1 (Linea Gyeongwon) | Locali e Espressi per Uijeongbu, Dongducheon e Soyosan             |
| 3                | ← ● Linea 1 (Linea Gyeongwon) | Locali e Espressi per Cheongnyangni, Seul, Yongsan, Guro e Incheon |
| Banchina a Isola |                               |                                                                    |
| 4                | ← ● Linea 1 (Linea Gyeongwon) | Locali per Cheongnyangni, Seul, Yongsan, Guro e Incheon            |

### Stazione metropolitana
I binari della linea 7 sono posti in superficie, perpendicolari alla linea 1, con due marciapiedi laterali e porte di banchina.
| Banchina Laterale             |           |                                                                |
| ← Direzione Bupyeong-gucheong | ● Linea 7 | per Nowon, Express Bus Terminal, Isu, Onsu e Bupyeong-gucheong |
| → Direzione Jangam            | ● Linea 7 | per Jangam                                                     |
| Banchina Laterale             |           |                                                                |

## Stazioni adiacenti
| «         | Servizio | »         |
| Linea 1   | Linea 1  | Linea 1   |
| --------- | -------- | --------- |
| Dobong    | Locale   | Mangwolsa |
| Changdong | Espresso | Hoeryeong |
| Linea 7   |          |           |
| Suraksan  | Locale   | Jangam    |